# Avenue Voltaire (Bruxelles)
Pour les articles homonymes, voir Avenue Voltaire.
L'avenue Voltaire (en néerlandais : Voltairelaan) est une avenue bruxelloise de la commune de Schaerbeek qui va de l'avenue Maréchal Foch jusqu'au carrefour de l'avenue Ernest Cambier et de l'avenue Paul Deschanel en passant par la chaussée de Helmet et la chaussée de Haecht.
Elle croise également la rue Camille Simoens, la rue Metsys, la rue Général Eenens, la rue Ernest Laude et l'avenue Ernest Renan.
Cette avenue porte le nom de l'écrivain et philosophe français, François Marie Arouet dit Voltaire, né le 21 novembre 1694 à Paris où il est décédé le 30 mai 1778.
À Bruxelles, la commune de Molenbeek-Saint-Jean possède une place Voltaire.
L'avenue Voltaire a été créée au début du XXe siècle sur le tracé de la ligne de chemin de fer de Ceinture Est allant de la Gare du Nord à celle du Quartier Léopold ; cette ligne a été déplacée de quelques dizaines de mètres et placée en tranchée.

## Adresses notables
- no 62 : Maison du Foyer Schaerbeekois
- no 162 : La maison des Maréchal qui servit de Safe house pour le réseau Comète. Toute la famille est arrêtée le 18 novembre 1942. Victor Michiels, inquiet, se rend chez eux et est arrêté à son tour par la Geheime Feldpolizei. Il s'enfuit en courant et est abattu à l'angle de l'Avenue Ernest Renan. Une stèle est apposée sur la façade depuis 1948.
- no 163 : Immeuble du Foyer Schaerbeekois